# Озеро Штюбеля
Штюбеля — озеро на півострові Камчатка, Російська Федерація.

## Основні відомості
Є прісноводним озером Камчатки, його площа становить близько 4 км². Має довгу форму з поперечниками 1300 і 1500 м.
Озеро має тектонічне походження. Озеро розташоване в східній частині кальдери вулкану Ксудач, озера — Ключове і Штюбеля, відокремлені один від одного вузькою перемичкою. Живлення озера змішане.
Озеро не має відкритого стоку.